# 1974
1974 är även ett musikalbum av rockgruppen Nynningen, se 1974 (musikalbum).
1974 (MCMLXXIV) var ett normalår som började en tisdag i den gregorianska kalendern.

## Händelser

### Januari
- 1 januari – 38 personer omkommer och 2 överlever då ett italienskt flygplan störtar i dimma över Turin, Italien [1].
- 2 januari – Elransonering införs i Sverige på grund av oljekrisen [2].
- 4 januari – Jan Guillou, Peter Bratt och Håkan Isacson döms till ett års fängelse vardera för att ha avslöjat IB-affären [2] i Folket i Bild/Kulturfront [3].
- 8 januari – Bensinransonering införs i Sverige [4].
- 11 januari
  - Egyptiska oljetorn och oljekällor i havet väster om Sinaihalvön, som ockuperas av Israel, står i brand efter att ha träffats av en israelisk raket [5].
  -  Riksdagsarbetet 1974 inleds med riksdagens högtidliga öppnande på Stockholms slott. Konung Carl XVI Gustaf håller sitt första och enda trontal, i vilken det bland annat redogjordes  regeringens strävan om fred i mellersta östern samt kommande propositioner.[6][7]
- 26 januari – Ett turkiskt trafikflygplan störtar strax efter start från Izmir, Turkiet och 65 av 73 personer omkommer[1].
- 29 januari – Den svenska bensinransoneringen upphör efter tre veckor [2].

### Februari
- 1 februari – Minst 225 personer omkommer vid en brand i ett 25 våningar högt kontorshus i São Paulo, Brasilien [1].
- 4 februari – Patricia Hearst, barnbarn till tidningsmannen William Randolph Hearst, kidnappas av SLA [4].
- 5 februari – Rymdsonden Mariner 10 flyger förbi planeten Venus.

Grenada.

- 7 februari – Grenada blir självständigt från Storbritannien.
- 8 februari – Det amerikanska Skylabprojektet avslutas.
- 13 februari
  - Den sovjetiske författaren Aleksandr Solzjenitsyn utvisas från Sovjetunionen och fråntas sitt sovjetiska medborgarskap [2].
  - Galtåsens station brinner ner till grunden.
- 22 februari – Pakistan erkänner Bangladesh [8].
- 27 februari – Sveriges riksdag antar den nya svenska regeringsformen (RF) och riksdagsordningen (RO) där kungen enbart får ceremoniella uppgifter, och rösträtten sänks till 18 år [3]. Antalet ledamöter i Sveriges riksdag skall minskas från 350 till 349 [9].

### Mars
- 3 mars – 344 personer omkommer då en turkisk DC 10:a störtar i skogen utanför Paris [4] då en olåst lastlucka blåst upp [1].
- 7 mars – Elransoneringen i Sverige avslutas, bland annat lyser gatlamporna för fullt igen [2].
- 14 mars – Kurder i norra Irak kräver självstyre, upproret krossas av Iraks regering [4].
- 15 mars – Ett Super Caravelle-flygplan från Sterling Airways exploderar under taxning från Teherans flygplats i Iran. Av 96 ombord omkommer 15 personer, 8 danskar och 7 svenskar [1].
- 16 mars Tolvåriga Paul Virtanen försvinner spårlöst i Strängnäs och förblir försvunnen.
- 21 mars – Sverige och USA utbyter återigen ambassadörer efter krisen som uppstod vid Olof Palmes kritik mot USA:s krigföring i Indokina den 23 december 1972 [3]. Sverige utser Wilhelm Wachtmeister som USA-ambassadör [9].
- 29 mars
  - Rymdsonden Mariner 10 flyger förbi planeten Merkurius.
  - Fornfyndet Terrakottaarmén[10]  upptäcks, Xi'an i Shaanxiprovinsen i Kina

### April

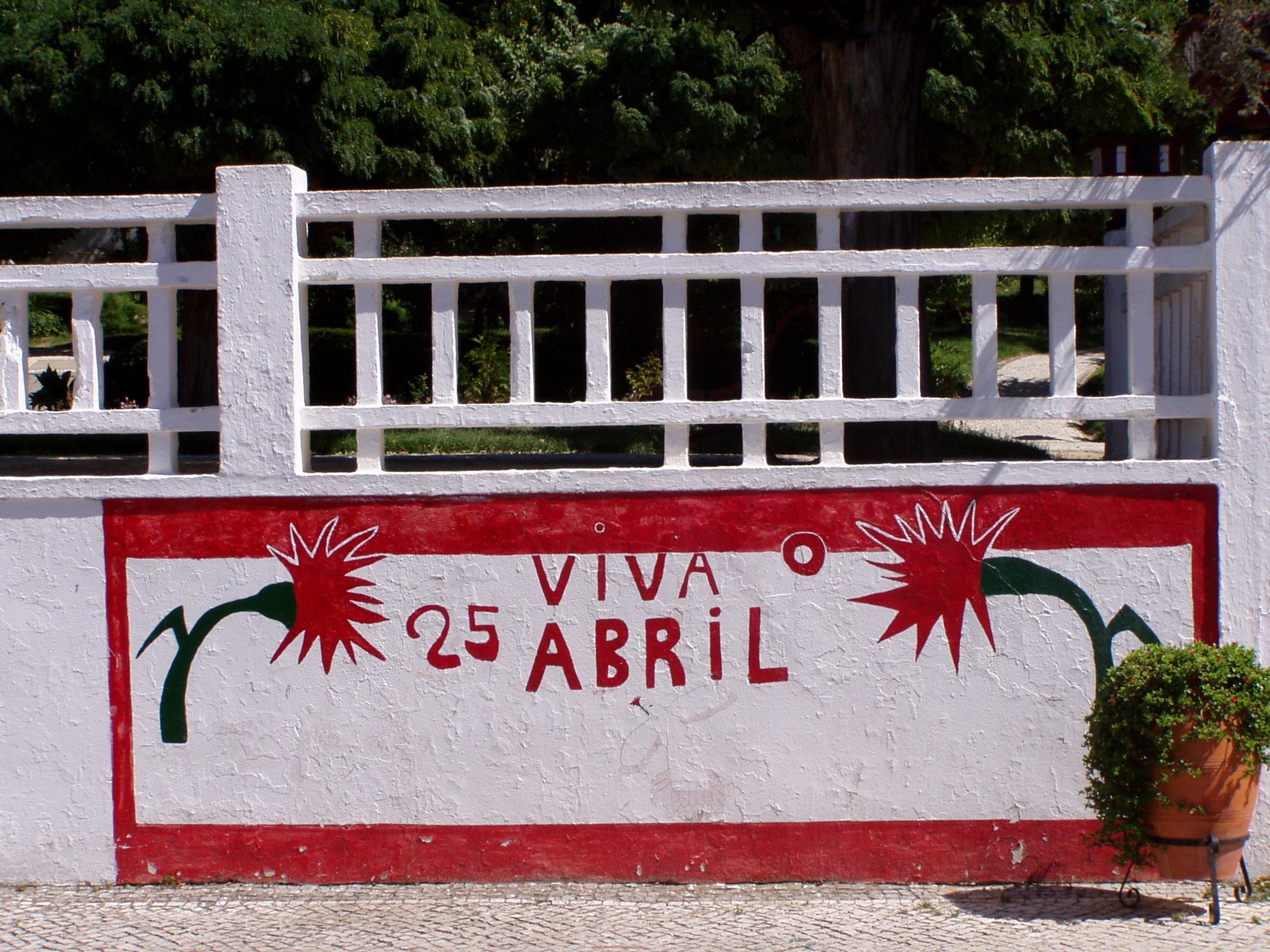
Nejlikerevolutionen.

- 3 april – Den svenska filmfotografen Sven Nykvist får en Oscar för fotot i Ingmar Bergmans film Viskningar och rop [3].
- 6 april
  - Abbas låt Waterloo vinner Eurovision Song Contest för Sverige i Brighton.[2]
  - Björn Skifs och hans grupp Blue Swede blir de första svenskarna som blir etta på amerikanska Billboard Hot 100 med låten Hooked on a feeling.
- 15 april – En armékupp äger rum i Niger.
- 18 april
  - Den kurdiska självständighetsrörelsen förklarar Irak totalt krig.
  - Sverige förbjuder färgning av livsmedel [4].
- 25 april – En oblodig militärkupp i Portugal, kallad Nejlikerevolutionen, gör slut på drygt 40 års diktatur [2].
- 26 april – Sveriges första videograf invigs.
- 27 april
  - Ett sovjetiskt inrikesflygplan störtar vid Leningrad, Sovjetunionen och alla 108 personer i flygplanet omkommer [1].
  - Färgning av livsmedel förbjuds i princip i Sverige [9].

### Maj

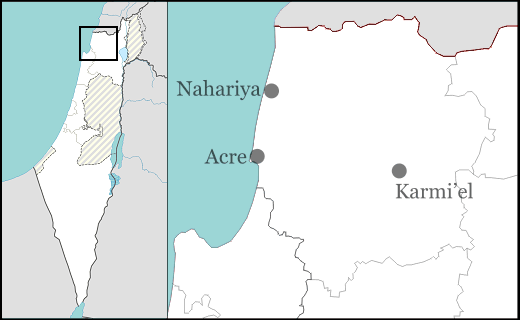
Ma'alot-massakern.

- 7 maj – Skogsbrand ödelägger ett cirka 6 kvadratkilometer stort gran- och blandskogsområde vid  Sorunda väster om Stockholm, Sverige [5].
- 8 maj
  - Västtysklands förbundskansler Willy Brandt avgår då hans personlige sekreterare Günter Guillaume avslöjats som östtysk spion [2].
  - Flera kvadratkilometer skog förstörs vid skogsbränder i Småland, Sverige [5].
- 15 maj – Ma'alot-massakern äger rum i Israel, israelisk militär stormar en skola som ockuperas av palestinier. 21 barn och tre gerillamän dödas.
- 18 maj – Indien provspränger sin första kärnladdning och blir världens sjätte kärnvapenmakt [2].
- 19 maj – Den konservative kandidaten Valéry Giscard d'Estaing väljs till fransk president efter nyligen avlidne Georges Pompidou [2].
- 23 maj – Sveriges riksdag inrättar Statens kulturråd [9].
- 28 maj – Sveriges riksdag bifaller en proposition om en jättelik satsning på ett Stålverk 80 i Luleå [3].
- 29 maj – Sveriges riksdag antar en abortlag som ger kvinnan rätt att själv bestämma om abort under havandeskapets första 12 veckor [2].
- 31 maj – Syrien och Israel ingår vapenvila [11].
- Maj – I Sverige enas Socialdemokraterna och Folkpartiet i den så kallade Hagaöverenskommelsen om en skatteomläggning och en sänkning av den svenska pensionsåldern till 65 år.

### Juni
- 1 juni – En kemisk fabrik i Flixborough i England, Storbritannien exploderar med 28 dödsoffer.[12] Stora skador åsamkas på husen i Flixborough och kringliggande samhällen.[13]
- 15 juni – Prinsessan Christina gifter sig med affärsmannen Tord Magnusson.
- 16 juni
  - 18-årige Björn Borg, Sverige vinner franska öppna mästerskapen i tennis på grus [2].
  - Frankrike inleder en atmosfärisk kärnvapenprovserie vid Mururoaatollen [5].
- 17 juni – 3 skogsbränder härjar i västra Sverige, i Tanum brinner 3 hus ner och flera människor evakueras [5].
- 28 juni – Den sovjetiske kärnfysikern Andrej Sacharov hungerstrejkar för att uppmärksamma omvärlden om de politiska fångarna i Sovjetunionen [2].

### Juli
- 1 juli

Världsmästerskapet i fotboll hölls i Västtyskland som också vann.

  - Den svenska myndighetsåldern sänks från 20 till 18 år [3].
  - Allmän lagstiftning om anställningsskydd införs i Sverige.
- 7 juli – Västtyskland vinner med 2–1 mot Nederländerna vid VM-finalen i fotboll inför 75 000 åskådare på Olympiastadion i München [2]
- 15 juli – Greklands nationalgarde genomför en militärkupp på Cypern och president Makarios störtas, Cypernkrisen börjar [4].

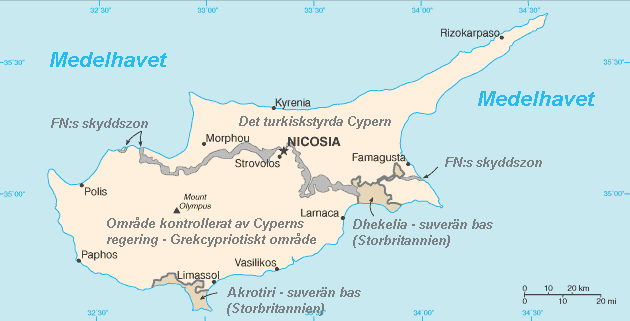
Cypernkrisen.

- 20 juli – Turkiets militär invaderar norra Cypern [2]
- 23 juli – Militärjuntan i Grekland drar sig tillbaka och den konservative politikern Konstantin Karamanlis bildar civil regering [2].

### Augusti

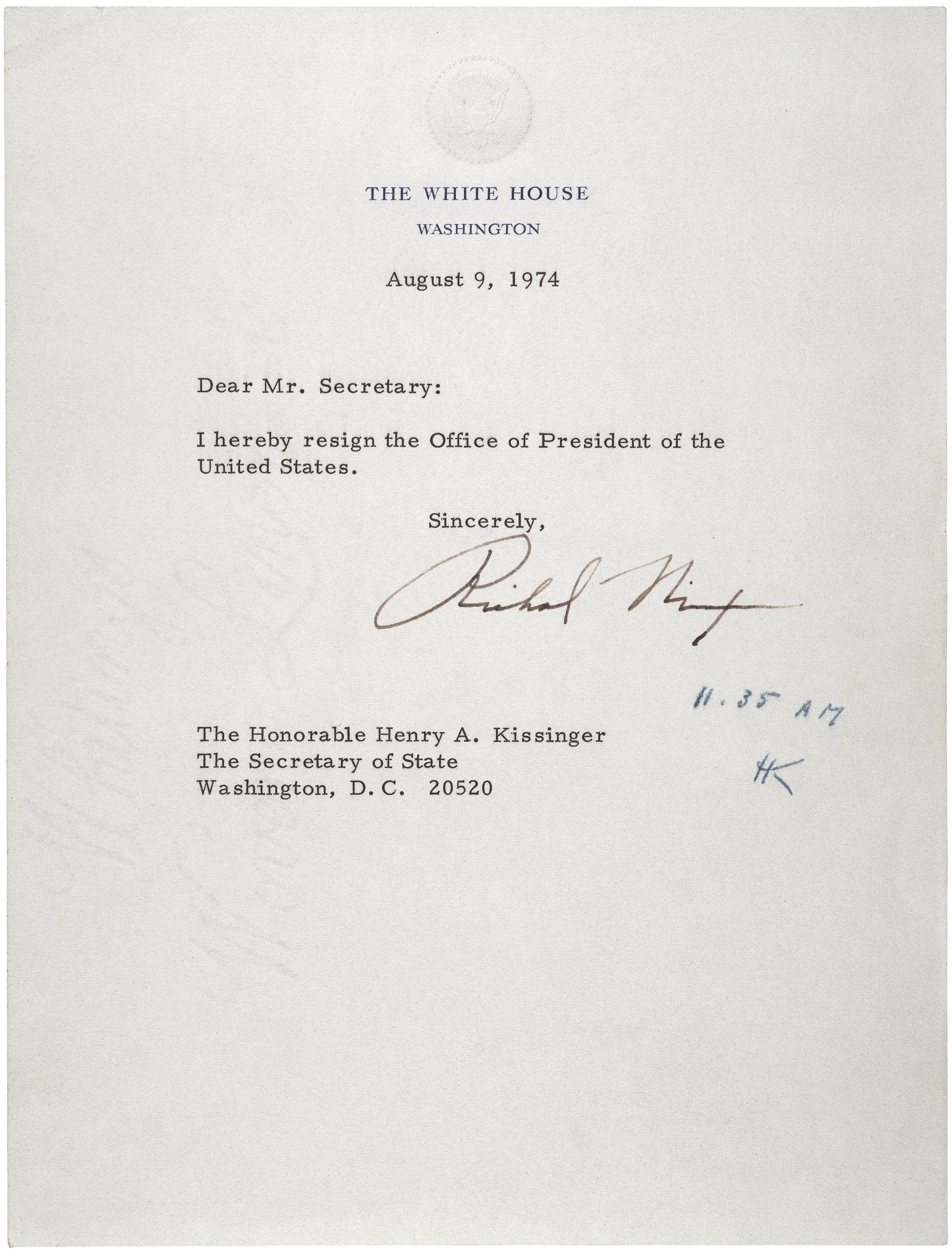
USA:s president Richard Nixon avgår som USA:s president, här är hans avskedsansökan till USA:s utrikesminister Henry Kissinger.

- 1 augusti – 2 000 personer omkommer och 30 miljoner blir hemlösa vid skyfall i Bangladesh [14].
- 7 augusti - Philippe Petit[15] utför en lindans mellan World Trade Center tornen, New York.
- 9 augusti
  - Richard Nixon avgår som USA:s president då det kommit fram att han ljugit om sin roll i Watergateaffären och aktivt försökt dölja brottet [2].
  - Vicepresident Gerald Ford blir ny president i USA [2], och den ende amerikanske presidenten under 1900-talet som aldrig vunnit ett presidentval.
  - Nederländska supertankern Metula går på grund i Magellans sund [5].
- 13 augusti – Augusto Pinochet förbjuder politisk verksamhet i Chile.
- 16 augusti
  - Den norra tredjedelen av Cypern ställs under turkisk kontroll, medan resten styrs av grekcyprioter [2].
  - Minst 50 personer omkommer vid en tågolycka i Charleroi, Belgien [1].
- 20 augusti – Turkiska soldater anländer till Cypern [11].
- 23 augusti – Militärjuntan i Grekland avgår [11].
- 26 augusti
  - Sverige och Nordvietnam tecknar ett avtal om uppförande av ett pappersbruk i Bai Bang, Sveriges dittills största biståndsprojekt [3]. Även en massfabrik skall byggas, och med projektet betalar Sverige 800 miljoner SEK [9].
  - Olja från nederländska tankern Metula som gått på grund i Magellans sund börjar pumpas över till kusttankers, medan drygt 50 000 ton råolja läckt ut i den dittills största oljekatastrofen [5].
- 30 augusti – 122 personer omkommer och 150 skadas vid en tågurspårning i Zagreb, SR Kroatien, Jugoslavien [1].

### September
- 6 september

Guinea-Bissau.

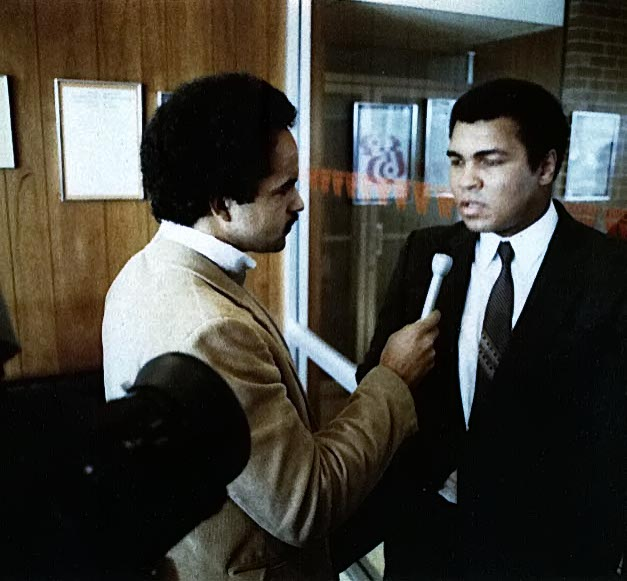
Rumble in the Jungle, där Muhammad Ali besegrar George Foreman, USA i Kinshasa och återtar världsmästartiteln i tungviktsboxning.

  - Anders Michanek, Sverige blir världsmästare i speedway på Ullevi [9].
  - Anders Svedlund fullbordar som första person en ensamkorsning av Stilla havet i roddbåt, 191 dagar, 10 400 km (5615 Nautisk mil), start 27 februari
- 8 september – 88 personer omkommer då ett amerikanskt flygplan störtar i havet utanför Grekland.[1]
- 10 september – Portugal erkänner Guinea-Bissau [16].
- 12 september – Haile Selassie avsätts som kejsare vid en militärkupp i Etiopien [4].
- 13 september – Energiprognosutredningen i Sverige rekommenderar att den svenska kärnkraften skall byggas ut till minst elva verk [3].
- 18 september – Svenske spionen Stig Wennerström, dömd 1964 till livstids fängelse, friges efter beslut av Sveriges regering [2].
- 19 september – Guinea-Bissau blir självständigt från Portugal [11].
- 21 september
  - Rymdsonden Mariner 10 flyger förbi planeten Merkurius.
  - 9 000 personer omkommer vid en orkan i Honduras [14].

### Oktober
- Oktober – Kulturhuset vid Sergels torg i Stockholm, Sverige invigs.[3]
- 1 oktober – Niue blir en till Nya Zeeland associerad stat.[17]
- 3 oktober – Det meddelas att Nobelpriset i litteratur delas av svenska författarna Eyvind Johnson och Harry Martinson.[4]
- 15 oktober - Det första Ronald McDonald Huset[18] invigs, vid Children's Hospital of Philadelphia i Philadelphia.
- 26 oktober – 2,7 miljoner liter råolja läcker ut vid en omlastningshamn i Irland, och hotar ett stort turistområde.[5]
- 30 oktober – Muhammad Ali, USA besegrar George Foreman, USA i Kinshasa och återtar världsmästartiteln i tungviktsboxning [19]

### November
- 3 november – 90 personer omkommer vid en hotellbrand i Seoul [1].
- 18 november –  Första fartyget passerar genom det smala inloppet till Brofjorden i Bohuslän [20].
- 20 november – 59 personer omkommer då ett västtyskt flygplan med 157 personer störtar strax efter starten i Nairobi.[1]
- 25 november – Valentin Agapov, sovjetisk avhoppare, ansöker om politisk asyl i Helsingborg.
- November – Städerskorna på Domnarvets Jernverk går ut i en vild strejk [3].

### December
- 1 december – Ett amerikanskt flygplan störtar nordväst om Washington, DC och alla 93 personer i flygplanet omkommer [1].
- 10 december – Nobelpriset i litteratur delas av de svenska författarna Eyvind Johnson och Harry Martinson [2]. Gunnar Myrdal delar Sveriges Riksbanks pris i ekonomisk vetenskap till Alfred Nobels minne [3] med Friedrich August von Hayek, Storbritannien.
- 13 december
  - Malta blir republik.[21]
  - Sveriges riksdag beslutar att 15 % av de svenska företagens vinst över en miljon skall avsättas i en investeringsfond.[3]
- 17 december – Sveriges Ingemar Stenmark tar sin första världscupseger i specialslalom i Madonna di Campiglio i Italien [9].
- 27 december – 42 personer omkommer vid kolgruveexplosion i Frankrike [1].
- 28 december 5 000 personer omkommer vid ett jordskalv i Pakistan [14].
- 30 december – Sveriges regering håller sin sista konselj enligt den traditionella ordningen, med kungen som ordförande och statsministern som föredragande.[22]

### Okänt datum
- Amerikanska marinsoldater landstiger i Cypern för att evakuera civila amerikaner under oroligheterna [23].
- 5 000 personer omkommer och 250 000 blir hemlösa vid översvämningar i Brasilien [14].
- Rubiks kub uppfinns av ungraren Ernő Rubik.[24]
- Sverige antar 1974 års kriminalvårdslag.[25]
- I Sverige presenteras en ny kulturproposition vilken kommer att få stor genomslagskraft på svensk kulturpolitik.
- Leif Lundblad patenterar ett sedelutmatningssystem mer känt som bankomaten.
- Den svenska regeringen och mittenpartierna presenterar ett omfattande stimulanspaket för den svenska ekonomin.
- Deltidspension, utbyggd sjukförsäkring och utvidgad föräldraledighet införs i Sverige [26].
- Sverige undertecknar konventionen om skydd av Östersjöns marina miljö, vilken reglerar land- och sjötransporter, fiske och miljöskydd.
- Den svenska momsen sänks tillfälligt.
- Den svenska inkomstskatten sänks.
- Postbanken och Sveriges Kreditbank går samman till Post- och Kreditbanken (PKbanken).
- De svenska Jordbrukskassorna och Centralkassorna byter namn till Föreningsbanken.
- I England i Storbritannien utökas skolplikten från att tidigare ha upphört vid 15 års ålder till att upphöra vid 16 års ålder [27].
- Sverige antar nya regler för äktenskapets ingående och upplösning [28].
- Nordiska museet anordnar en utställning, med bilder arrangerade av Aftonbladet, där temat är 40 år efter de svåra åren under 1930-talet.[29]

## Födda

### Första kvartalet

#### Januari
- 1 januari – Theodor Paues, svensk lobbyist och pr-konsult.
- 3 januari – Alessandro Petacchi, italiensk tävlingscyklist.
- 4 januari – Sonja Richter, dansk skådespelare.
- 12 januari – Melanie Chisholm, brittisk sångare.
- 16 januari
  - Mattias Jonson, svensk fotbollsspelare.
  - Kate Moss, brittisk fotomodell.
- 17 januari – Marco Antonio Barrera, mexikansk boxare.
- 20 januari – Vjekoslav Kobešćak, kroatisk vattenpolospelare.
- 21 januari – Linda Thelenius, svensk sångare, fotomodell och dokusåpadeltagare.
- 22 januari – Jenny Silver, svensk sångare.
- 23 januari – Tiffani-Amber Thiessen, amerikansk skådespelare.
- 24 januari
  - Boris Glibusic, svensk skådespelare.
  - Anders Hansen, svensk psykiater och författare
- 30 januari – Christian Bale, brittisk skådespelare.

#### Februari
- 3 februari
  - Helena Nizic, svensk skådespelare.
  - Florian Rousseau, fransk tävlingscyklist.
- 8 februari
  - Ulises de la Cruz, ecuadoriansk fotbollsspelare.
  - Seth Green, amerikansk skådespelare.
  - Guy-Manuel de Homem-Christo, fransk musiker, medlem i Daft Punk.
  - Zoran Janković, bulgarisk fotbollsspelare.
  - Joshua Morrow, amerikansk skådespelare.
- 10 februari – Elizabeth Banks, amerikansk skådespelare.
- 11 februari – Alex Jones, amerikansk journalist.
- 12 februari – Lisa Brenner, amerikansk skådespelare.
- 13 februari – Robbie Williams, brittisk sångare.
- 15 februari
  - Tomi Putaansuu (Mr. Lordi), finsk sångare i metalbandet Lordi.
  - Alexander Wurz, österrikisk racerförare.
- 16 februari – Tooru Nishimura, Sångare, låtskrivare och poet i bandet Dir en grey.
- 18 februari – Jevgenij Kafelnikov, rysk tennisspelare.
- 21 februari – Ville Skinnari, finländsk ishockeyspelare och socialdemokratisk politiker.
- 23 februari – Gotti Sigurdarson, isländsk skådespelare.
- 24 februari – Chad Hugo, amerikansk musikproducent och musiker, medlem i N.E.R.D.
- 28 februari – David Hellenius, svensk programledare i TV.

#### Mars
- 2 mars – Damir Glavan, kroatisk vattenpolospelare.
- 3 mars – Dea Norberg, svensk sångerska.
- 5 mars – Eva Mendes, amerikansk skådespelare.
- 7 mars – Jenna Fischer, amerikansk skådespelare.
- 8 mars – Fardeen Khan, indisk skådespelare.
- 13 mars
  - Linda Bengtzing, svensk programledare i TV och sångare.
  - Thomas Enqvist, svensk tennisspelare.
  - Vampeta, född Marcos André Batista Santos, brasiliansk fotbollsspelare.
- 16 mars – Johan Widerberg, svensk skådespelare.
- 20 mars
  - Katarina Sandström, svensk nyhetsuppläsare SVT Rapport.
  - Mattias Asper, svensk fotbollsmålvakt
- 24 mars – Alyson Hannigan, amerikansk skådespelare.
- 29 mars – Marc Gené, spansk racerförare.
- 30 mars – Tomislav Butina, kroatisk fotbollsmålvakt.
- 31 mars – Stefan Olsdal, svensk musiker, basist i Placebo.

### Andra kvartalet

#### April
- 2 april – Håkan Hellström, svensk artist.
- 7 april – Baker Karim, svensk regissör, producent och manusförfattare.
- 9 april
  - Johan Glans, svensk ståuppkomiker och skådespelare.
  - Jenna Jameson, amerikansk porrskådespelare.
- 10 april – Andreas Andersson, svensk fotbollsspelare.
- 11 april
  - Tricia Helfer, kanadensisk fotomodell och skådespelare.
  - Anton Glanzelius, svensk skådespelare.
  - Ahmed Khalfan Ghailani, tanzanisk brottsling, dömd för medverkan i bombattentaten mot USA:s ambassader i Kenya och Tanzania 1998.
- 13 april
  - Sergej Gontjar, rysk ishockeyspelare.
  - Johan Linander, svensk politiker (centerpartist), riksdagsledamot 2002–2014.
  - Ruben Östlund, svensk regissör.
- 16 april – Mattias Timander, svensk ishockeyspelare.
- 17 april
  - Victoria Beckham, brittisk sångare.
  - Mikael Åkerfeldt, svensk musiker.
- 18 april – Ola Björkman, svensk skådespelare.
- 20 april – Randy Fine, amerikansk republikansk politiker.
- 21 april – Sigge Eklund, svensk författare och podcastare.
- 28 april – Penélope Cruz, spansk-amerikansk skådespelare.
- 29 april – Pascal Cygan, fransk fotbollsspelare.

#### Maj
- 2 maj
  - Mårten Andersson, svensk komiker.
  - Jan Emanuel Johansson, svensk dokusåpadeltagare och politiker.
- 3 maj – Dulé Hill, amerikansk skådespelare.
- 4 maj – Anders Johansson, svensk musiker, komiker samt programledare i TV och radio.
- 7 maj – Breckin Meyer, amerikansk skådespelare.
- 16 maj – Laura Pausini, italiensk sångerska.
- 21 maj
  - Fairuza Balk, amerikansk skådespelare.
  - Eduardo Verástegui, mexikansk skådespelare.
- 23 maj – Scott Lyons, amerikansk skådespelare inom pornografisk film.
- 24 maj
  - Ruslana Lyzjitjko, ukrainsk sångerska, vinnare av Eurovision Song Contest 2004.
  - Dash Mihok, amerikansk skådespelare.
  - Jens Lapidus, svensk författare.
- 25 maj – Petter, svensk rapmusiker.
- 26 maj – Lars Frölander, svensk simmare.
- 27 maj – Marjorie Taylor Greene, amerikansk politiker.
- 28 maj – Romain Duris, fransk skådespelare.

#### Juni
- 1 juni – Alanis Morissette, kanadensisk sångare.
- 3 juni – Serhij Rebrov, ukrainsk fotbollsspelare.
- 4 juni
  - Amir Chamdin, svensk musiker och regissör, sångare i Infinite Mass.
  - Sonja Lindblom, svensk skådespelare.
- 13 juni – Steve-O, brittisk skateboardåkare och TV-kändis, Jackass.
- 19 juni – Abdel Sattar Sabry, egyptisk fotbollsspelare.
- 22 juni – Jo Cox, brittisk politiker.
- 24 juni – Magnus Carlsson, svensk musiker.
- 26 juni
  - Derek Jeter, amerikansk basebollspelare.
  - Dieter Kalt, österrikisk ishockeyspelare.

### Tredje kvartalet

#### Juli
- 3 juli – Jens Ohlin, svensk skådespelare.
- 7 juli – Kārlis Skrastiņš, lettisk ishockeyspelare.
- 9 juli – Nikola Sarcevic, svensk låtskrivare och artist.
- 11 juli – Aldo Bumçi, albansk politiker och före detta justitieminister.
- 12 juli – Sharon den Adel, nederländsk sångare, frontfigur i Within Temptation.
- 13 juli – Deborah Cox, kanadensisk sångare.
- 20 juli – Källa Bie, svensk skådespelare.
- 22 juli – Jakob Setterberg, svensk skådespelare, programledare och programpresentatör.
- 23 juli – Maurice Greene, amerikansk friidrottare.
- 24 juli – Jepson, eg. Mikael Jepson, svensk musiker, gitarrist i The Ark.
- 25 juli – Lauren Faust, amerikansk animatör.
- 27 juli – Daniel Bellqvist, svensk sångare i Eskobar.
- 29 juli
  - Mikaela Ingberg, finländsk friidrottare (spjutkastare).
  - Viktoria Tolstoy, född Kjellberg, svensk jazzsångare.
- 30 juli – Hilary Swank, amerikansk skådespelare.
- 31 juli
  - Emilia Fox, brittisk skådespelare.
  - Adam Putnam, amerikansk republikansk politiker.

#### Augusti
- 8 augusti – Andy Priaulx, brittisk racerförare.
- 9 augusti
  - Patrik Eriksson-Ohlsson, svensk fotbollsspelare.
  - Cecilie Skog, norsk fjällklättrare och äventyrare.
- 15 augusti – Natasha Henstridge, kanadensisk fotomodell och skådespelare.
- 16 augusti – Magnus Betnér, svensk ståuppkomiker.
- 18 augusti – Jong Song-ok, nordkoreansk friidrottare. (marathon-löpare).
- 20 augusti – Amy Adams, amerikansk skådespelare.
- 23 augusti – Ray Park, brittisk stuntman och skådespelare.
- 28 augusti
  - Goran Marjanovic, svensk skådespelare och manusförfattare.
  - Johan Andersson, svensk programmerare.
- 30 augusti – Camilla Läckberg, svensk författare.

#### September
- 2 september
  - Jonte Halldén, svensk skådespelare.
  - Viveca Jedholm, svensk skådespelare.
  - Sami Salo, finländsk ishockeyspelare.
- 3 september
  - Martin Gerber, schweizisk ishockeyspelare.
  - Magnus Silfvenius, svensk programledare.
- 6 september – Nina Persson, svensk musiker, sångare i The Cardigans.
- 7 september – Mario Frick, liechtensteinsk fotbollsspelare
- 8 september – Yaw Preko, ghanansk fotbollsspelare.
- 9 september – Glenn Nye, amerikansk demokratisk politiker, kongressledamot 2009-2011.
- 10 september
  - Mirko Filipović, kroatisk MMA-fighter.
  - Ryan Phillippe, amerikansk skådespelare.
- 14 september – Hicham El Guerrouj, marockansk medeldistanslöpare.
- 18 september – Xzibit, amerikansk hiphopartist och skådespelare.
- 19 september
  - Pihla Keto-Huovinen, finländsk politiker.
  - Victoria Silvstedt, svensk fotomodell och artist.
- 23 september – Philomène Grandin, svensk skådespelare.
- 24 september – Johnny Munkhammar, svensk författare och debattör.
- 26 september – Fredrik Jacobson, svensk professionell golfspelare.

### Fjärde kvartalet

#### Oktober
- 6 oktober – Kenny Jönsson, svensk ishockeyspelare.
- 7 oktober – Charlotte Perrelli, svensk sångerska.
- 8 oktober
  - Candy Lo, hongkongsk skådespelare och sångare.
  - Fredrik Modin, svensk ishockeyspelare.
  - Daniel Milton, svensk konstnär.
- 9 oktober – Tom Perriello, amerikansk demokratisk politiker, kongressledamot 2009–2011.
- 11 oktober – Joel Östlund, svensk skådespelare.
- 14 oktober – Natalie Maines, amerikansk countrysångare, medlem i Dixie Chicks.
- 16 oktober – Paul Kariya, kanadensisk ishockeyspelare.
- 22 oktober – Miroslav Šatan, slovakisk ishockeyspelare.
- 24 oktober – Joakim Nätterqvist, svensk skådespelare.
- 26 oktober – Jeroen van Veen, nederländsk musiker.
- 28 oktober – Joaquin Phoenix, amerikansk skådespelare.
- 29 oktober – Mike Crawford, amerikansk utövare av amerikansk fotboll.

#### November
- 5 november – Angelina Gossow, tysk death metalsångerska.
- 9 november
  - Sven Hannawald, tysk backhoppare.
  - Alessandro Del Piero, italiensk fotbollsspelare.
- 11 november
  - Henrik Berggren, svensk musiker, sångare i Broder Daniel.
  - Monica De La Cruz, amerikansk republikansk politiker, kongressledamot 2023–.
  - Leonardo DiCaprio, amerikansk skådespelare.
- 18 november
  - Chloë Sevigny, amerikansk skådespelare.
  - Petter Solberg, norsk rallyförare.
- 20 november – Marina Andrievskaia, svensk badmintonspelare.
- 21 november – Eric Ericson, svensk skådespelare.
- 23 november
  - Emil Forselius, svensk skådespelare.
  - Saku Koivu, finländsk ishockeyspelare.
- 27 november – Kirk Acevedo, amerikansk skådespelare.
- 29 november – Pavol Demitra, slovakisk ishockeyspelare.

#### December
- 4 december – Christine Meltzer, svensk programledare i TV.
- 5 december – Ari Jalonen, finländsk politiker.
- 9 december – Peter Magnusson, svensk komiker och programledare i TV.
- 16 december – Frida Hallgren, svensk skådespelare.
- 17 december
  - Sarah Paulson, amerikansk skådespelare.
  - Giovanni Ribisi, amerikansk skådespelare.
- 23 december – Mieszko Talarczyk, svensk sångare i rockbandet Nasum.
- 24 december – Ryan Seacrest, amerikansk tv- och radioprogramledare.
- 25 december – Iván Moro, spansk vattenpolospelare.
- 26 december – Linda Haglund, svensk bowlare.
- 29 december
  - Twinkle Khanna, indisk skådespelare.
  - Mekhi Phifer, amerikansk skådespelare.
- 30 december – Johanna Sällström, svensk skådespelare.
- 31 december
  - Mario Aerts, belgisk tävlingscyklist.
  - Tony Kanaan, brasiliansk racerförare.

### Okänt datum
- Adam Aamann, dansk kock och programledare i TV.

## Avlidna

### Första kvartalet

#### Januari
- 1 januari – Ilmo Nurmela, 70, finländsk företagsledare.
- 2 januari – Tex Ritter, 68, amerikansk sångare och skådespelare.
- 4 januari – Alf Östlund, 72, svensk skådespelare och manusförfattare.
- 6 januari – David Alfaro Siqueiros, 77, mexikansk konstnär.
- 7 januari – William R. Laird, 57, amerikansk demokratisk politiker och advokat, senator 1956.
- 14 januari – Östen Undén, 87, svenskt statsråd, utrikesminister 1924–1926 och 1945–1962, professor i juridik, universitetskansler[3].
- 16 januari – Fred Andrew Seaton, 64, amerikansk republikansk politiker.
- 18 januari
  - Leif Amble-Næss, 77, norsk-svensk skådespelare och regissör.
  - Bill Finger, 59, amerikansk serieskapare.
- 26 januari – Thomas Whitfield Davidson, 97, amerikansk demokratisk politiker.
- 27 januari
  - Leo Geyr von Schweppenburg, 87, tysk friherre och militär.
  - Giorgios Grivas, 76, ledare för grekcypriotiska motståndsrörelsen.
- 29 januari – H.E. Bates, 68, brittisk journalist, författare och manusförfattare.
- 31 januari – Samuel Goldwyn, 91, amerikansk filmproducent.

#### Februari
- 2 februari – Imre Lakatos, 51, ungersk filosof.
- 5 februari – Dan Edward Garvey, 87, amerikansk politiker (demokrat), guvernör i Arizona 1948–1951.
- 6 februari – Kalle Peronkoski, 65, finländsk filmfotograf.
- 9 februari – H.S. Nyberg, 84, svensk akademiker, ledamot av Svenska Akademien.
- 10 februari – David W. Stewart, 87, amerikansk republikansk politiker, senator 1926–1927.
- 11 februari – Anna Q. Nilsson, 85, svensk-amerikansk skådespelare.
- 15 februari – Kurt Atterberg, 86, svensk kompositör och musikkritiker.
- 21 februari – Erik Österberg, 81, svenskt statsråd och kommerseråd.

#### Mars
- 9 mars – Earl W. Sutherland, 58, amerikansk farmakolog, nobelpristagare.
- 10 mars – Hans-Gösta Pehrsson, 63, svensk frivillig inom SS.
- 13 mars – Eskil Eckert-Lundin, 67, svensk kapellmästare, kompositör, arrangör av filmmusik, impressario och musikadministratör.
- 15 mars – B. Everett Jordan, 77, amerikansk demokratisk politiker, senator 1958–1973.
- 18 mars
  - John C. Bell, 81, amerikansk republikansk politiker och jurist.
  - Hertta Kuusinen, 70, finländsk politiker.
- 22 mars – Peter Revson, 35, amerikansk racerförare.
- 28 mars – Arthur Crudup, 68, amerikansk bluesmusiker och låtskrivare.

### Andra kvartalet

#### April
- 2 april – Georges Pompidou, 62, fransk politiker, Frankrikes premiärminister 1962–1968, Frankrikes president sedan 1969.
- 3 april
  - Cora Sandel, 93, norsk författare.
  - John Landquist, 92, svensk författare och kritiker.
- 16 april – Tor Mann, 80, svensk dirigent, ledamot av Kungliga Musikaliska Akademien.
- 17 april – Margareta Högfors, 68, svensk operettsångerska och skådespelare.
- 18 april – Marcel Pagnol, 79, fransk filmregissör och författare.
- 24 april
  - Bud Abbott, 78, amerikansk skådespelare och komiker.
  - Carl August Ehrensvärd, 81, svensk greve och arméchef.
- 25 april – Jascha Golowanjuk, 69, svensk författare.
- 26 april
  - Eric Andersson, 69, svensk kompositör, sångtextförfattare, kapellmästare och ackompanjatör.
  - Vilhelm Bryde, 85, svensk skådespelare, filmproducent och regissör.
- 27 april
  - Franz Jonas, 74, österrikisk socialdemokratisk politiker, Österrikes förbundspresident 1965–1974.
  - Anna-Lisa Öst, 84, mer känd som Lapp-Lisa, svensk sångerska.
- 30 april
  - Agnes Moorehead, 73, amerikansk skådespelare.
  - Jan Olof "Jolo" Olsson, 54, svensk redaktör, journalist och författare[2].

#### Maj
- 2 maj – Ebbe Munck, 69, dansk ambassadör och journalist.
- 20 maj – Jean Daniélou, 69, fransk teolog och kardinal.
- 22 maj
  - Otto Adelby, 82, svensk statistskådespelare.
  - Walter Ljungquist, 73, svensk författare och manusförfattare.
- 24 maj – Duke Ellington, 75, amerikansk jazzmusiker, kompositör.
- 26 maj – Felix Alvo, 56, svensk filmproducent, produktionsledare, statistskådespelare och svajmastartist.
- 29 maj – Gunnar Oldin, 42, svensk filmpublicist.

#### Juni
- 9 juni – Miguel Ángel Asturias, 74, guatemalansk författare, nobelpristagare.
- 14 juni – Carl-Eiwar Carlsson, 43, svensk programledare.
- 18 juni – Georgij Zjukov, 77, sovjetisk militär.
- 20 juni – Andrew W. Hockenhull, 97, amerikansk demokratisk politiker, New Mexicos 10:e guvernör 1933–1935.
- 22 juni – Gudrun Moberg, 62, svensk skådespelare och sångerska.
- 26 juni – Ernest Gruening, 87, amerikansk demokratisk politiker, senator 1959–1969.
- 30 juni
  - Pierre Chantraine, 74, fransk lingvist.
  - Alberta Williams King, 69, Martin Luther Kings mor, mördad.

### Tredje kvartalet

#### Juli

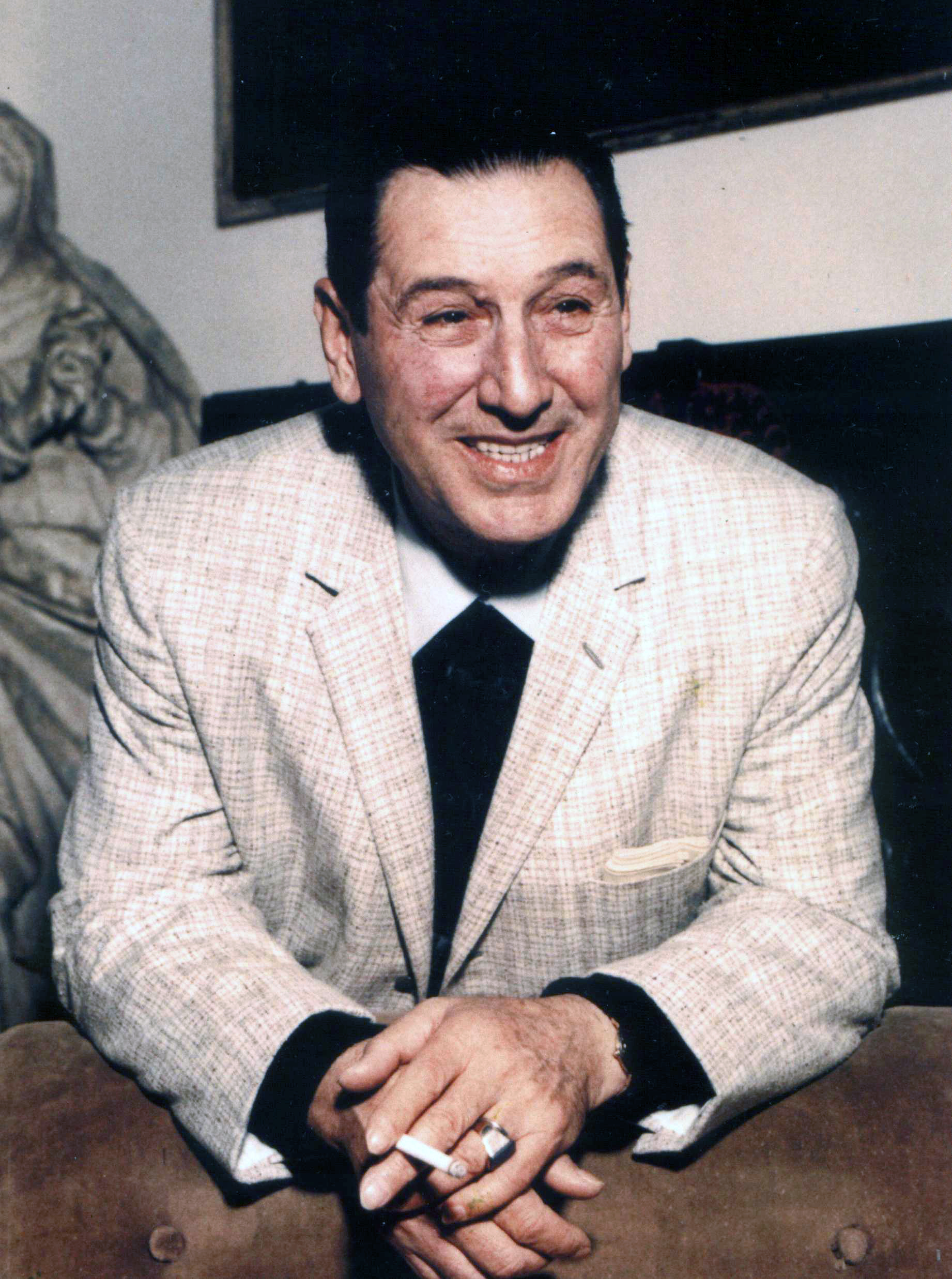
Argentinas president Juan Perón avled den 1 juli, 78 år gammal.

- Argentinas president Juan Perón avled den 1 juli, 78 år gammal.1 juli – Juan Perón, 78, argentinsk militär och politiker, Argentinas president 1946–1955 och 1973–1974.
- 4 juli
  - Haj Amin al-Husseini, arabnationalist och muslimsk religiös ledare.
  - Georgette Heyer, 71, brittisk författare.
- 6 juli – Aladár Paasonen, 75, finländsk underrättelseofficer.
- 9 juli – Earl Warren, 83, chefsdomare i USA:s högsta domstol 1953–1969.
- 11 juli – Pär Lagerkvist, 83, svensk författare, nobelpristagare[3].
- 13 juli
  - Christian Elling, 72, dansk professor och konsthistoriker.
  - Patrick M.S. Blackett, 76, brittisk fysiker, nobelpristagare i fysik 1948.
- 15 juli
  - Christine Chubbuck, 29, amerikansk nyhetsreporter.
  - Paul Werner Hoppe, 64, tysk SS-Sturmbannführer.
- 20 juli – Allen Jenkins, 74, amerikansk skådespelare.
- 23 juli – Eskil Sundahl, 83, svensk arkitekt.
- 24 juli – Sir James Chadwick, 82, brittisk fysiker, nobelpristagare.
- 29 juli
  - Cass Elliot, amerikansk sångare.
  - George L.P. Radcliffe, 96, amerikansk demokratisk politiker, senator 1935–1947.
- 31 juli – Ragnar Wicksell, 81, svensk fotbolls- och bandypelare.

#### Augusti
- 3 augusti – Anders Olsson, 89, svensk riksdagsman.
- 4 augusti – Bo Hammarskjöld, 83, svensk ämbetsman, landshövding i Södermanlands län 1935–1958.
- 6 augusti – Gene Ammons, 49, amerikansk jazzsaxofonist.
- 9 augusti – Bill Chase, 39, amerikansk trumpetare.
- 15 augusti – Yuk Young-soo, 48, gift med Sydkoreas president Park Chung-hee.
- 19 augusti – Rodger Davies, 53, amerikansk diplomat, mördad.
- 20 augusti – Sven-Olof Sandberg, 68, svensk sångare och sångtextförfattare som medverkat i TV- och filmroller.
- 21 augusti – James P. Cannon, 84, amerikansk kommunist, trotskistisk ledare.
- 23 augusti
  - Jayachamaraja Wodeyar Bahadur, 55, indisk filosof, musikvetare, politisk teoretiker och filantrop, Mysores siste regerande maharaja 1940–1950.
  - Roberto Assagioli, 86, italiensk psykiater.
- 24 augusti – Alexander de Seversky, 80, rysk-amerikansk flygpionjär.
- 26 augusti – Charles Lindbergh, 72, amerikansk flygpionjär.
- 27 augusti – Otto Strasser, 76, tysk nazistisk politiker.

#### September
- 3 september – Harry Partch, 73, amerikansk kompositör.
- 4 september
  - Creighton Abrams, 59, amerikansk militär.
  - Karin Albihn, 61, svensk skådespelare.
  - Lewi Pethrus, 90, svensk förgrundsgestalt inom Pingströrelsen[3].
- 6 september – Otto Kruger, 89, amerikansk skådespelare.
- 10 september – Seved Apelqvist, svensk direktör.
- 17 september – Fritjof Enbom, svensk spion.
- 20 september
  - Charles C. Gossett, 86, amerikansk demokratisk politiker, senator 1945–1946.
  - Olle Hedberg, 75, svensk författare.
- 21 september – Walter Brennan, 80, amerikansk skådespelare.
- 25 september – Gunnel Sporr, 41, svensk skådespelare.
- 26 september – Johannes Lindblom, 92, svensk professor i teologi.

### Tredje kvartalet

#### Oktober
- 6 oktober
  - Helmuth Koinigg, 25, österrikisk racerförare.
  - V.K. Krishna Menon, 78, indisk politiker.
- 9 oktober – Oskar Schindler, 66, sudettysk industriman, räddade omkring 1200 judiska arbetare från Förintelsen.
- 10 oktober – Marie Luise Kaschnitz, 73, tysk författare.
- 13 oktober
  - William J. Crow, 72, amerikansk republikansk politiker, kongressledamot 1947–1949.
  - Åke Falck, 49, svensk regissör, skådespelare, programledare och manusförfattare.
  - Ed Sullivan, 73, amerikansk TV-programledare.
- 14 oktober – Ingvar Andersson, 75, svensk historiker, ledamot av Svenska Akademien.
- 20 oktober – Joe Hendricks, 71, amerikansk demokratisk politiker, kongressledamot 1937–1949.
- 23 oktober – Egon Zill, 68, tysk SS-Sturmbannführer.
- 24 oktober – David Ojstrach, 66, rysk violinist.
- 26 oktober – Thomas J. Herbert, 79, amerikansk republikansk politiker och jurist, guvernör i Ohio 1947–1949.
- 27 oktober – Rudolf Dassler, 76, tysk grundare av tillverkaren av sportkläder Puma.
- 28 oktober – Everaldo, 30, brasiliansk fotbollsspelare.

#### November
- 5 november – Beqir Balluku, 58, albansk general och försvarsminister, avrättad.
- 7 november – Karl-Arne Bergman, 56, svensk skådespelare, rekvisitör och inspicient.
- 9 november – Holger Meins, 33, medlem av Röda armé-fraktionen.
- 11 november – Adolf Schütz, 79, svensk manusförfattare.
- 13 november – Vittorio De Sica, 73, italiensk regissör och skådespelare.
- 17 november
  - Erskine Hamilton Childers, 68, Irlands president sedan 1973.
  - Kirsten Hansteen, 71, norsk politiker.
- 18 november – Gösta Lilliehöök, 90, svensk militär, femkampare och tjänsteman.
- 19 november – Nils Ranft, 78, svensk skådespelare.
- 21 november – Frank Martin, 84, schweizisk kompositör.
- 23 november – Cornelius Ryan, 54, amerikansk krigskorrespondent och författare.
- 25 november
  - Nick Drake, 26, brittisk låtskrivare och sångare.
  - U Thant, 65, diplomat från Burma, FN:s tredje generalsekreterare 1961–1972.
- 28 november
  - Konstantin Melnikov, 84, sovjetisk arkitekt.
  - Ullacarin Rydén, 48, svensk skådespelare.
- 29 november
  - James J. Braddock, 69, amerikansk boxare.
  - Åke Gartz, 86, finländsk företagsledare och diplomat, Finlands utrikesminister 1950–1951.

#### December
- 2 december – Sylvi Kekkonen, 74, finländsk författare, gift med Urho Kekkonen.
- 3 december – Hans Leibelt, 89, tysk skådespelare.
- 5 december – Hazel Hotchkiss Wightman, 87, amerikansk tennisspelare.
- 11 december – Per-Martin Hamberg, 62, svensk kompositör, manusförfattare, regissör och radioproducent.
- 14 december – Walter Lippmann, 85, amerikansk journalist och författare.
- 15 december – Anatole Litvak, 72, amerikansk regissör.
- 20 december – André Jolivet, 69, fransk kompositör.
- 21 december – Richard Long, 47, amerikansk skådespelare.
- 23 december – Lars Madsén, 70, svensk författare, regissör och reporter i radio och TV.
- 26 december
  - Jack Benny, 80, amerikansk skådespelare och violinist.
  - Frank Hussey, 69, amerikansk friidrottare.
- 27 december – Ned Maddrell, 97, den siste modersmålstalaren av manx.
- 28 december – Päivö Oksala, 67, finländsk klassisk filolog.
- 31 december – Robert Pache, 77, schweizisk fotbollsspelare.

## Nobelpris[30]
- Fysik
  - Sir Martin Ryle, Storbritannien
  - Antony Hewish, Storbritannien
- Kemi – Paul Flory, USA
- Medicin
  - Albert Claude, Belgien
  - Christian de Duve, Belgien
  - George E Palade, USA
- Litteratur
  - Eyvind Johnson, Sverige
  - Harry Martinson, Sverige
- Fred
  - Seán MacBride, Irland
  - Eisaku Sato, Japan
- Ekonomi
  - Gunnar Myrdal, Sverige
  - Friedrich August von Hayek, Storbritannien

### Fotnoter
1. 1 2 3 4 5 6 7 8 9 10 11 12 13  Faktakalendern 1996, Semic, 1995
2. 1 2 3 4 5 6 7 8 9 10 11 12 13 14 15 16 17 18 19 20 21 22  20:e århundrades När Var Hur – 1974, Bernt Himmelstedt, Forum, 1999
3. 1 2 3 4 5 6 7 8 9 10 11 12 13 14 15  Hundra år i Sverige – 1974, Hans Dahlberg, Albert Bonniers, 1999
4. 1 2 3 4 5 6 7 8  100 år med Aftonbladet – 1974, 1999
5. 1 2 3 4 5 6 7 8  Faktakalendern 1997, Semic, 1996
6. ↑  ”Riksdagens högtidliga öppnande 1974”. SVT Nyheter. 24 september 2018. https://www.svt.se/nyheter/svtforum/riksdagens-hogtidliga-oppnande-1974-1. Läst 31 juli 2024.
7. ↑  Kungahuset (29 september 2014). ”Riksdagens högtidliga öppnande 1974”. https://www.youtube.com/watch?v=8hIjIN3ADwI. Läst 31 juli 2024.
8. ↑  ”World Statesmen”. http://www.worldstatesmen.org/Bangladesh.html.
9. 1 2 3 4 5 6 7  Sverige 1900-talet – 1974, NE, Bra Böcker, 2000
10. ↑   Who & How were Terracotta Warriors Discovered?, Terra Cotta Warriors /terracottawarriorsmuseum.com (läst 11 juli 2025)
11. 1 2 3 4  Faktakalendern 2000 – 1974 (Utlandet), Semic, 1999
12. ↑  ”Flixborough (Nypro UK) Explosion 1st June 1974” (på engelska). Health and Safety Executive (Brittiska regeringen). https://www.hse.gov.uk/comah/sragtech/caseflixboroug74.htm. Läst 28 maj 2022.
13. ↑  Mark Dunton (20 maj 2014). ”Flixborough, 1 June 1974” (på engelska). The National Archives. https://blog.nationalarchives.gov.uk/flixborough-1-june-1974/. Läst 28 maj 2022.
14. 1 2 3 4  Faktakalendern 2006, Semic, 2005
15. ↑   Philippe Petit's Iconic High-Wire Feat, 9/11 Memorial & Museum /911memorial.org (läst 26 juni 2025)
16. ↑  ”World Statesmen”. http://www.worldstatesmen.org/Guinea-Bissau.htm.
17. ↑  ”World Statesmen”. http://www.worldstatesmen.org/Niue.htm.
18. ↑   About us, Ronald McDonald House Charities /rmhcphilly.org (läst 06 juni 2025)
19. ↑  20:e århundrades När Var Hur – 1974, Bernt Himmelstedt, Forum, 1999
20. ↑  75 år Sverige, Carl-Adam Nycop, Bra Böcker, 1976, sidan 247 – Genom nålsögat till Brofjorden
21. ↑  ”World Statesmen (läst 6 april 2011)”. http://www.worldstatesmen.org/Malta.htm.
22. ↑  75 år Sverige, Carl-Adam Nycop, Bra Böcker, 1976, sidan 247 – Den sista kungliga konseljen
23. ↑  Grimmett, Richard F. (5 oktober 2004). ”Instances of Use of United States Armed Forces Abroad, 1798 – 2004”. Naval History and Heritage Command. https://www.history.navy.mil/research/library/online-reading-room/title-list-alphabetically/i/use-of-armed-forces-abroad-1798-2004.html.
24. ↑  Fotheringham, William (2007). Fotheringham's Sporting Pastimes. Anova Books. sid. 50. ISBN 1-86105-953-1
25. ↑  ”Lunds universitet”. 14 augusti 2009. http://lup.lub.lu.se/luur/download?func=downloadFile&recordOId=1600020&fileOId=1600026. Läst 6 juli 2011.
26. ↑  Sverige 1900-talet – Sweden, the Middle Way?, NE, Bra Böcker, 2000
27. ↑  ”Skolans historia, Sverige   (UTF-8)”. http://www.hhogman.se/skolhistoria.htm.
28. ↑  Sverige 1900-talet – Gift, sambo, partner, särbo eller frånskild?, NE, Bra Böcker, 2000
29. ↑  75 år Sverige, Carl-Adam Nycop, Bra Böcker, 1976, sidan 103 – Svenskt julbord anno 1934
30. ↑  ”Nobelpriset”. https://www.nobelprize.org/prizes/lists/all-nobel-prizes/. Läst 10 april 2011.